# Watamu
Watamu ist ein am Indischen Ozean gelegener Ort an der Turtle Bay in Kenia, 30 Kilometer südlich der Stadt Malindi.
Der Meeresabschnitt von Watamu ist der Meeres-Nationalpark Watamu Marine National Reserve und bildet zusammen mit dem 219 km² großen Malindi Marine National Park eines der größeren kenianischen Biosphärenreservate sowie Teil eines United Nations Biosphere Reserve. Der Meeres-Nationalpark ist auch durch drei größere Höhlen bekannt geworden.
Der mangrovenähnlichen Überflutungsebene des Mida Creek vorgelagert ist die Insel Whale Island, auf der Flamingos sowie zahlreiche Zugvogelarten wie Regenpfeifer, Strandläufer, Reiherläufer, Scharlachspint, Madagaskarspint, Seeschwalben (Rosenseeschwalbe, Zügelseeschwalbe) zu beobachten sind. In der Bucht von Watamu sind Mantas, Walhaie, Delfine und Schildkröten beheimatet.
Der Ort selbst hat etwa 5000 Einwohner und besteht aus einigen Hotelanlagen und Ressorts sowie größeren privaten Wohnanlagen von Europäern.

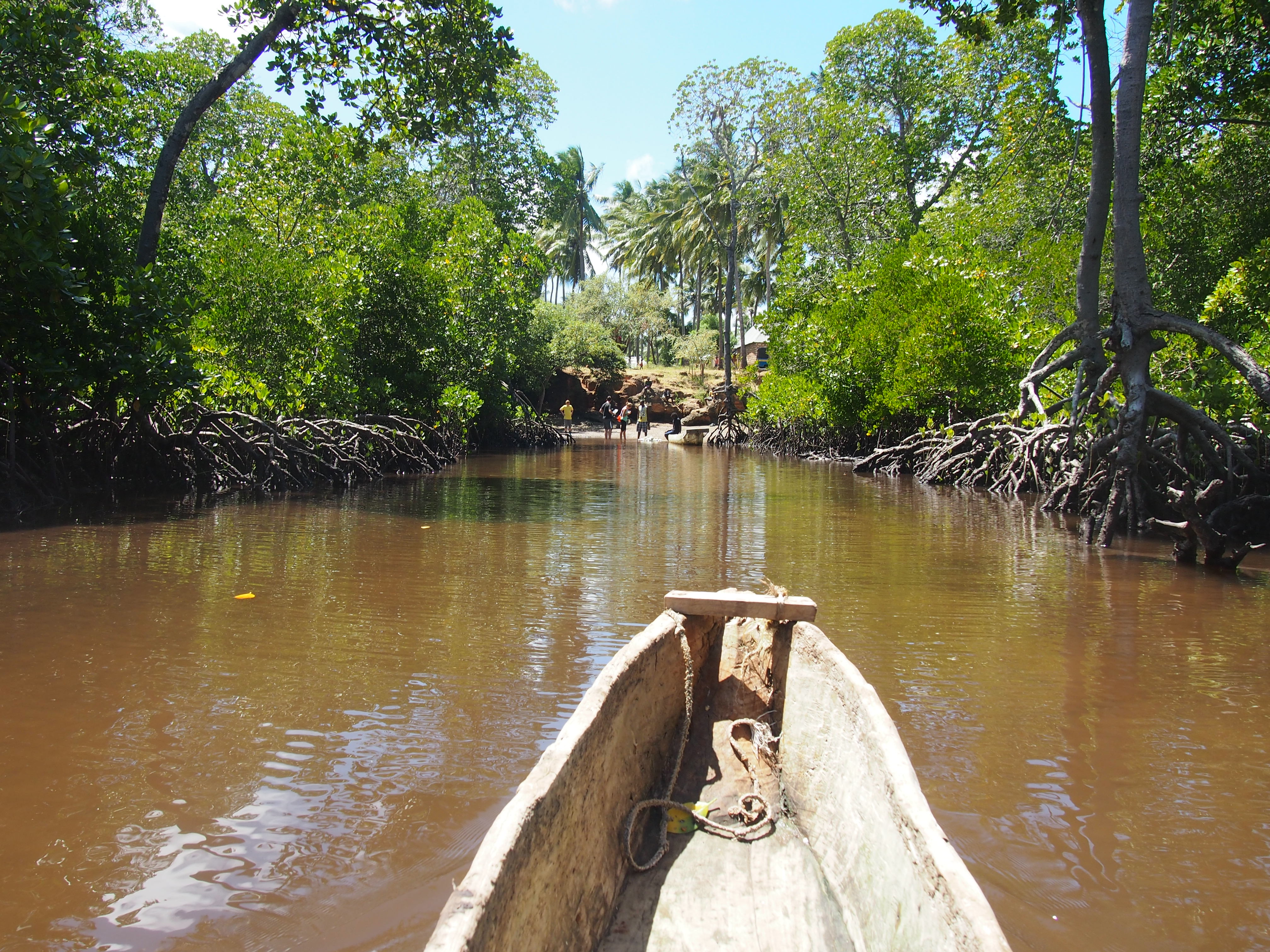
Mida Creek Mangrovenwälder bei Flut
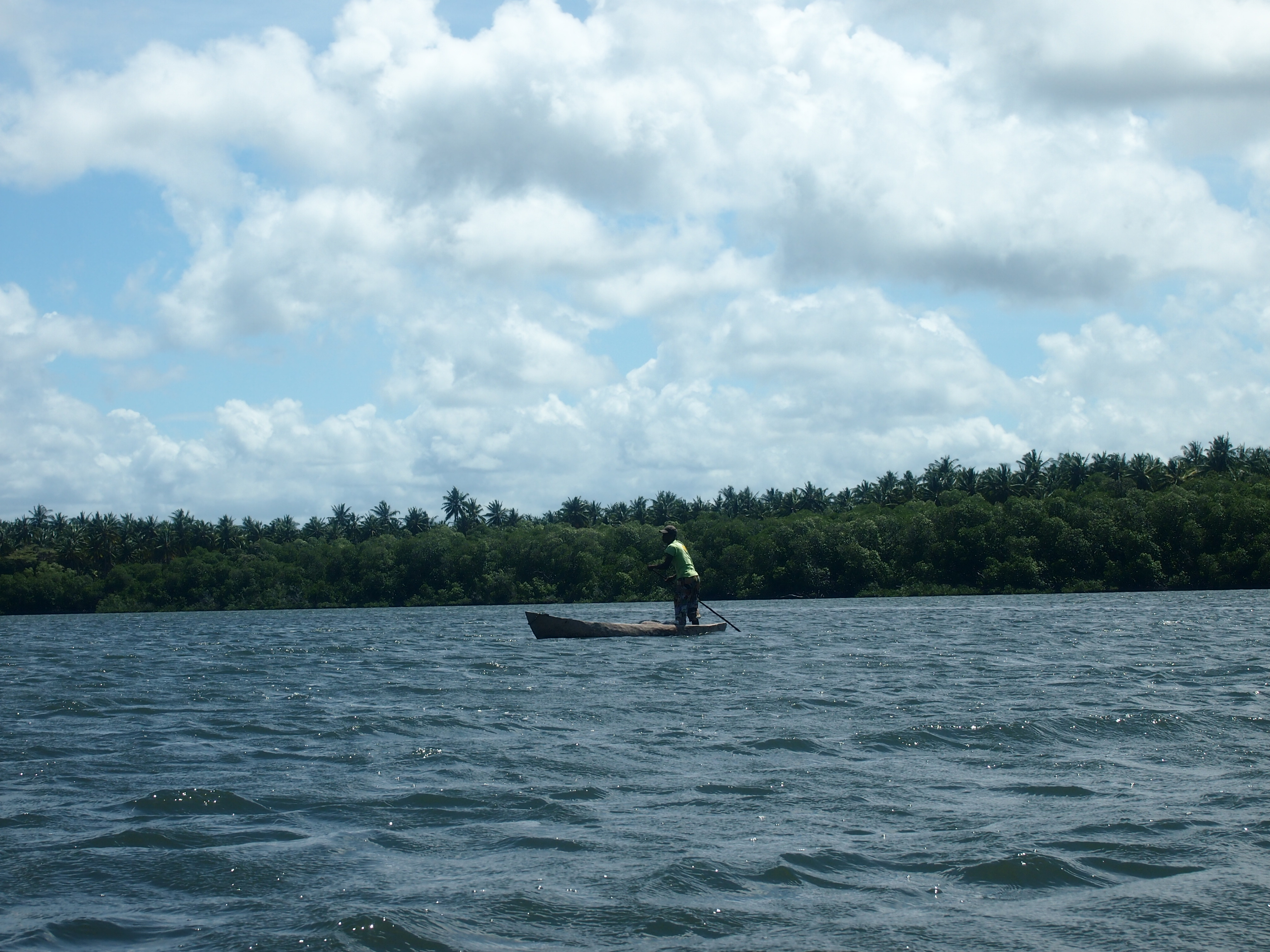
Fischer vor der Küste von Watamu